# Brachiaria urocoides
Brachiaria urocoides là một loài thực vật có hoa trong họ Hòa thảo. Loài này được S.L.Chen & Y.X.Jin mô tả khoa học đầu tiên năm 1984.